# Femicide
Femicide er betegnelse for drab på kvinder, hvor drabet finder sted på grund af kønnet. Især refererer det til drab, der begås af kvindernes nuværende eller tidligere partnere, eller af familiemedlemmer eller nære bekendte. I alle tilfælde er gerningsmændene som regel mænd.
En rapport fra FN har vurderet, at 85.000 kvinder, såvel voksne som børn, blev dræbt overlagt i 2023. I 60 % af tilfældene var gerningsmanden en partner eller et familiemedlem. Ofte er gerningsmændene personer, som føler sig magtesløse i deres eget liv, måske efter at have mistet deres arbejde eller kæreste/ægtefælle. Fænomenet femicide, der er i stigning, kan ses som en modreaktion på det moderne udviklingstræk, at kvinder opnår mere indflydelse og får større ligestilling. Også et øget kvindehad (misogyni) på de sociale medier kan være en medvirkende årsag til udviklingen.

## Enkelte lande
I Italien blev femicide i 2025 defineret som en selvstændig forbrydelse i den italienske straffelov, der straffes med livsvarigt fængsel. Det skete blandt på baggrund af en meget omtalt forbrydelse i 2023, hvor den 22-årige studerende Giulia Cecchettin blev dræbt med adskillige knivstik af sin ekskæreste.
I Danmark findes der ikke specifikke opgørelser af femicide, men partnerdrab er den næsthyppigste drabstype i Danmark. Kun drab begået i kriminelle miljøer ligger højere. I perioden 2017-2021 var 46 ud af 223 registrerede drab partnerdrab, hvilket svarer til 21 %. Af de 46 var 38, eller 83 %, drab på kvinder. De var alle begået af mænd.

## Kendte femicide-mordere
- John Bodkin Adams
- Joe Ball
- Kenneth Bianchi
- Ted Bundy
- Angelo Buono
- Robert Hansen
- Pedro López
- Herman Webster Mudgett
- Dennis Rader
- Richard Ramirez
- Gary Ridgway
- Gerard John Schaefer
- Peter Sutcliffe
- Andrej Tjikatilo